# Aeroportul Chattanooga Metropolitan
Aeroportul Chattanooga Metropolitan (IATA: CHA, ICAO: KCHA, FAA LID: CHA) este un aeroport din Tennessee, Statele Unite ale Americii ce deservește zona Chattanooga⁠(d). Aeroportul a fost tranzitat în 2019 de 1.106.284 de pasageri. A fost numit după zona deservită.
Situat la o altitudine de 208 m, aeroportul dispune de 2 piste.

## Infrastructură

### Piste
Aeroportul dispune de 2 piste. Pista 02/20 are suprafața de asfalt și dimensiunile 7.400 picioare × 150 picioare. Pista 15/33 are suprafața de asfalt și dimensiunile 5.575 picioare × 150 picioare. 